# 792 هـ
792 هـ هي سنة في التقويم الهجري امتدت مقابلةً في التقويم الميلادي بين سنتي 1389 و1390.

## مواليد
- آق شمس الدين
- المستعين بالله الثاني

## وفيات
- أبو ساكن عامر بن علي بن يسفاو الشماخى
- ابن عباد النفزي
- التفتازاني
- ابن أبي العز
- كمال الخجندي